# 1 Crónicas 23
1 Crónicas 23 es el vigesimotercer capítulo de los Libros de Crónicas en la Biblia hebrea o el Primer Libro de Crónicas en el Antiguo Testamento de la  Biblia Cristiana. El libro está recopilado a partir de fuentes más antiguas por una persona o grupo desconocido, designado por los estudiosos modernos como «el Cronista», y su forma final se estableció a finales del siglo V o IV a. C. Este capítulo registra las divisiones y deberes de los levitas. Todo el capítulo pertenece a la sección que se centra en el reinado de David (1 Crónicas 9:35 a 29:30), que desde el capítulo 22 hasta el final no tiene paralelo en 2 Samuel.

## Texto
Este capítulo fue escrito originalmente en el idioma hebreo y está dividido en 32 versículos.

### Testigos textuales
Algunos manuscritos antiguos que contienen el texto de este capítulo en hebreo bíblico son de la tradición del Texto masorético, que incluye el Códice de Alepo (siglo X) y el Códice Leningradensis (1008).
También existe una traducción al griego koiné conocida como la Septuaginta, realizada en los últimos siglos a. C. Entre los manuscritos antiguos existentes de la versión de la Septuaginta se encuentran el Códice Vaticano (B; {\displaystyle \ ara{G}}B; siglo IV), Codex Sinaiticus (S; BHK: {\displaystyle \ ara{G}}S; siglo IV), Codex Alexandrinus (A; {\displaystyle \ ara{G}}A; siglo V) y Codex Marchalianus (Q; {\displaystyle \ ara{G}}Q; siglo VI).

## David organiza a los levitas (23:1-24)
Esta sección detalla la preparación de David para su sucesión cuando alcanzó una etapa venerable de la vida, y su prioridad era instruir a los líderes de Israel, los sacerdotes y los levitas, que ayudarían a Salomón a reinar y construir el templo. El censo de los levitas (versículos 3-5) no contradice 1 Crónicas 21:6, porque no es un censo general de población, sino que se refiere a la división de funciones atribuidas únicamente a esta tribu en particular. Aquí no se registra a los levitas principalmente según sus árboles genealógicos, sino significativamente según sus funciones: oficiales y jueces, porteros, músicos. Se enumerarán más adelante en 1 Crónicas 23-26.

### Versículo 1
Así que cuando David era viejo y lleno de días, hizo rey a su hijo Salomón sobre Israel.
- «Lleno de días»: como Abraham (Génesis 25:8), Isaac (Génesis 35:29) y Job (42:17).[7]

### Versículo 2
Y reunió a todos los príncipes de Israel, con los sacerdotes y los levitas.
David se preparó bien para su muerte y el reinado de su sucesor, Salomón, convocando a sus oficiales para lograr una transición fluida (sin mencionar los acontecimientos registrados en 2 Samuel 15-1 Reyes 2. Biblia hebrea Coogan 2007 p. 609).
El versículo es paralelo a 1 Crónicas 28:1 para este último como una «repetición resumida». Aunque hay diferencias aparentes (cf. 1 Crónicas 13:5 y 15:3 muestran que las repeticiones no siempre tienen que ser «resumidas».

### Versículo 3
Ahora bien, se hizo el censo de los levitas de treinta años arriba; y el número de varones fue de treinta y ocho mil.
La edad mínima de los levitas para ocupar un cargo varía, tal vez según el número de personas disponibles para las funciones: 30 años o más en Números 4:3, 23, 30, como aquí; 25 en Números 8:24; 20 en Esdras 3:8; 1 Crónicas 23:24-27; 2 Crónicas 31:17. 

### Versículo 6
Y David los dividió en grupos entre los hijos de Leví, a saber, Gersón, Cohat, y Merari.
La «segmentación tripartita» de los levitas es similar a la de Éxodo 6:16-19; Números 3:17-39; 1 Crónicas 6:1, 16-47. Biblia hebrea. Coogan, 2007, pp. 609-610. Las familias de estos tres clanes levitas se enumeran en los versículos 7-24, lo que da como resultado 24 cursos (Jafet(1993: 43): Gersón 10, Coat 9, Merari 5) o 22 (Rudolph(1955: 155): Gersón 9, Coat 9, Merari 4). Cada curso o división debía realizar tareas por rotación hasta que se completara una ronda y comenzara una nueva.

## Deberes de los levitas (23:25-32)
Esta sección trata de los deberes de los levitas, repitiendo en parte los mencionados en 1 Crónicas 9. La paz concedida por YHWH a su pueblo obligó a realizar cambios en las descripciones de los puestos de trabajo (versículos 25-26, 28-32), en contraste con Deuteronomio 12:8-12 o 1 Crónicas 22:9.